# Anne-Malène Piper
Anne-Malène Piper, även Anne-Marlène Piper, egentligen Anna Magdalena Sofia Charlotta Piper, född Wachtmeister af Björkö den 5 april 1819 i Lilla Malma församling, Södermanlands län, död 17 december 1875 i Ängsö församling, Västmanlands län, var en svensk grevinna och hovdam.

## Biografi
Anne-Malène Piper var dotter till kammarherren friherre Bleckert Wachtmeister af Björkö och grevinnan Margareta Christina Charlotta Mörner af Morlanda. Hon gifte sig 1841 med änklingen ryttmästaren och hovfunktionären greve Axel Mauritz Piper till Ängsö. Hon fick två barn i sitt äktenskap och blev änka 1866. 
Hon blev 1862 statsfru hos drottning Lovisa och 1871 överhovmästarinna. Hennes företrädare Wilhelmina Bonde avgick från sin post 1869, och även om en efterträdare formellt inte utsågs förrän två år senare, var det praxis att någon av statsfruarna skulle vikariera för överhovmästarinnan då hon var frånvarande.  
Som statsfru omnämndes hon av Fritz von Dardel som "den mycket hyggliga gref:n A. M. Piper".  Under statsbesöket av det brittiska kronprinsparet i Sverige oktober-september 1864, fick hon tillsammans med "hoffröken A. Horn och Axel E:son Leijonhufvud" tjänstgöra hos prinsessan av Wales, och i november 1870 följde hon med på kungaparets statsbesök i Köpenhamn.  Efter drottningens död 1871 kvarstannade hon i sin hovtjänst och hoppades tillsammans med ytterligare en hovdam att få kvarbli i aktiv tjänst genom att utgöra sällskap hos kungen, men fick bara sällan sitta med vid middagen under sorgeåret. 
I april 1871 undergick hon en bröstoperation, varefter hon insjuknade i rosfeber och ett tag var så sjuk att hon betraktades som döende. Fritz von Dardel beskrev henne då: 
"grefvinnan Piper är den enda öfverhofmästarinna, som hittills lyckats vid hofvet. Hennes goda, glädtiga lynne och hennes ungdomliga sinne, så fritt från alla anspråk, hafva i hög grad bidragit att göra umgängeslifvet vid hofvet angenämt".
Makarna Piper är gravsatta på Ängsö gamla kyrkogård.